# آکناشن
آکناشن (به ارمنی: Ակնաշեն) یک روستا است که در استان آرماویر ارمنستان واقع شده‌است. آکناشن در ۳۴ کیلومتری جنوبشرق آرماویر، مرکز استان آرماویر واقع شده است.

## خصوصیات
آکناشن ۱٬۴۷۹ نفر جمعیت دارد و در ارتفاع ۸۳۵ متر بالاتر از سطح دریا قرار گرفته است.
| سال   | ۱۸۹۷ | ۱۹۲۶ | ۱۹۳۹ | ۱۹۵۹ | ۱۹۷۰  | ۲۰۰۱  | ۲۰۰۴  |
| جمعیت | ۵۰۴  | ۴۵۸  | ۶۵۲  | ۹۴۱  | ۱٬۱۷۷ | ۱٬۴۰۴ | ۱٬۴۰۰ |